# Hołyky
Hołyky (ukr. Голики) – wieś na Ukrainie, w obwodzie chmielnickim, w rejonie szepetiwskim. W 2001 liczyła 448 mieszkańców, spośród których 443 posługiwało się językiem ukraińskim, 4 rosyjskim, a 1 innym.